# Cowboy do Asfalto
Cowboy do Asfalto é o décimo-quinto álbum de estúdio da dupla sertaneja Chitãozinho & Xororó, lançado em 1990. Apesar de ter recebido crítica negativa, é um dos álbuns mais bem-sucedidos da dupla, gerando canções exitosas como "Evidências", "É Assim Que Te Amo" e "Cowboy do Asfalto". A canção "Nuvem de Lágrimas" já havia sido sucesso em meados de 1989 em versão de Fafá de Belém com a participação da dupla, e foi regravada apenas com a voz da dupla para este álbum. Recebeu o disco de platina da Pro-Música Brasil por mais de duzentos e cinquenta mil CDs encomendados, mas este número pode chegar a um milhão de cópias contando com LPs.

## Lançamento e recepção
Ao ser lançado, em 1990, o disco já saiu da fábrica com um milhão de cópias encomendadas. O sucesso em vendas se confirmou nos meses seguintes. Segundo o Jornal do Brasil, com dados do NOPEM (Nelson Oliveira Pesquisas de Mercado), o disco entrou nas paradas como o nono mais vendido na parada de 19 de dezembro de 1990. Posteriormente, não havendo informações sobre a parada de 26 de dezembro no mesmo ano, sabe-se que o disco teve seu pico no segundo lugar em 2 de janeiro de 1991, depois caindo para o quarto em 9 de janeiro e voltando a segunda posição em 16 de janeiro. Permaneceu nesta até 23 de janeiro, antes de cair para terceiro lugar em 30 de janeiro e voltar ao segundo em 6 de fevereiro. Não havendo informações sobre as vendas na semana do Carnaval de 1991, o disco voltou novamente ao segundo lugar em 20 de fevereiro, antes de cair para quinto em 27 de fevereiro.
O crítico de música Tárik de Souza fez crítica negativa ao álbum, dando-lhe 1 estrela e chamando-o de "joio" da música sertaneja, ao compará-lo com o disco Cantadô de Mundo Afora, da dupla Pena Branca & Xavantinho. Tárik critica o álbum pela ambição de ser "um sertanejo de aspirações urbanas" e por vir "recheado de pop/baladas românticas", as quais, formando "a essência do recheio" do álbum, conservariam "de sertanejo apenas o tremolo vocal mariachi da dupla". Indica, ainda, que a dupla seguiu "a trilha escolada do Rei Roberto Carlos" e que, mesmo quando recorre a outras influências (The Hollies e Bon Jovi), "acaba em tristezas e abandonos".

## Faixas
| N.º | Título                                        | Compositor(es)                              | Duração |  |
| 1.  | "Evidências"                                  | José Augusto / Paulo Sérgio Valle           | 4:54    |  |
| 2.  | "Natureza, Espelho de Deus"                   | Paulo Debétio / Paulinho Rezende            | 4:18    |  |
| 3.  | "É Assim que Te Amo (The Air That I Breathe)" | Hammond / Hazlewood (versão: Xororó)        | 4:19    |  |
| 4.  | "Tô Deixando Você"                            | Chico Roque / Carlos Colla                  | 4:38    |  |
| 5.  | "Bom Dia"                                     | Mário Marcos                                | 4:40    |  |
| 6.  | "Nuvem de Lágrimas"                           | Paulo Debétio / Paulinho Rezende            | 4:09    |  |
| 7.  | "Cowboy do Asfalto"                           | Joel Marques                                | 3:54    |  |
| 8.  | "Meus Direitos"                               | Roberta Miranda                             | 4:14    |  |
| 9.  | "Gente Humilde"                               | Garoto / Chico Buarque / Vinícius de Moraes | 3:30    |  |
| 10. | "Sem Estória, Sem Destino"                    | Paulo Debétio / Paulinho Rezende            | 3:46    |  |
| 11. | "Longe"                                       | José Fortuna / Carlos César                 | 3:28    |  |

## Tabelas

### Tabelas anuais
| Tabela musical (1991) | Posição |
| --------------------- | ------- |
| Brasil (Nopem)        | 4       |

## Certificações e vendas
| País                       | Certificação | Data | Vendas certificadas |
| -------------------------- | ------------ | ---- | ------------------- |
| Brasil (Pro-Música Brasil) | Platina      | 1991 | 250.000             |